# 16. мај
16. мај (16.5.) је 136. дан године по грегоријанском календару (137. у преступној години). До краја године има још 229 дана.

## Догађаји
- 1204 — Балдуин I Фландријски крунисан за латинског цара Константинопоља који су крсташи током Четвртог крсташког похода преотели Византинцима.
- 1532 — Фирентинци су по други пут протерали Медичије и Фиренца се поново успоставила као република.
- 1532 — Шпански освајач Франсиско Пизаро искрцао се с малом групом војника на северну обалу Перуа. Савладавши отпор Индијанаца, Шпанија 1572. освојила Перу и држала га у свом поседу до 1824.
- 1770 — У Версају се венчали француски престолонаследник Луј, касније Луј XVI, и Марија Антоанета, кћерка аустријске царице Марије Терезије. После Француске револуције 1789. осуђени на смрт и погубљени на гиљотини 1793.
- 1811 — Удружене британско-португалско-шпанске снаге су у бици код Албуера спречили покушај француске деблокаде опсаде Бадахоза.
- 1868 — Амерички председник Ендру Џонсон је ослобођен оптужби након гласања о његовом опозиву у америчком Сенату пошто је недостајао један глас до двотрећинске већине.
- 1881 — У околини Берлина у саобраћај пуштен први електрични трамвај.
- 1916 — Уједињено Краљевство и Француска су потписале Сајкс-Пикотов споразум, тајни споразум о подели блискоисточних територија Отоманског царства.
- 1929 — У Холивуду додељене прве награде Америчке филмске академије, од 1931. познате као „Оскар“, филму „Крила“, глумици Џенет Гејнор и глумцу Емилу Џенингсу.
- 1941 — Парламент Исланда укинуо уговор с Краљевином Данском, из 1814, по којем је земља под данском доминацијом, и прогласио независност. Независна Република Исланд проглашена 17. јуна 1944. после плебисцита.
- 1943 — Нацисти су угушили устанак у варшавском гету.
- 1961 — Генерал Парк Чунг Хи извршио војни удар у Јужној Кореји. Био на власти до 1979, кад га је убио шеф обезбеђења.
- 1966 — Кинески вођа Мао Цедунг је покренуо Културну револуцију, званично као кампања да се Кина очисти од својих либералних буржоаских елемената и да се настави револуционарна класна борба.
- 1969 — Совјетски васионски брод „Венера-5“ приближио се Венери и избацио сонду која ће слати податке о тој планети.
- 1972 — Председници СФРЈ и Румуније Јосип Броз Тито и Николае Чаушеску у рад пустили хидроенергетски систем „Ђердап“ на Дунаву.
- 1974 —
  - Скупштина СФРЈ прогласила Јосипа Броза Тита за доживотног председника државе.
  - Хелмут Шмит постао канцелар Западне Немачке после оставке Вилија Бранта.
- 1975 — На основу резултата референдума одржаног месец дана раније, Сиким је укинуо монархију и припојио се Индији, као њена 22. држава.
- 1975 — Јапанка Јунко Табеи постала прва жена која се попела на највиши светски врх, Монт Еверест.
- 1989 —
  - Совјетски председник Михаил Горбачов и кинески лидер Денг Сјаопинг срели се у Пекингу на Првом кинеско-совјетском самиту, чиме је и формално, после 30 година, прекинут тихи хладни рат те две највеће комунистичке државе.
  - Аутомобилом-бомбом у Бејруту убијени либански верски вођа шеик Хасан Халид и 21 особа.
- 1991 — Краљица Уједињеног Краљевства Елизабета, током званичне посете САД, обратила се Конгресу. Прва краљица која се обратила Конгресу САД.
- 1992 — Повлачећи се из Босне, ЈНА дигла у ваздух бихаћки аеродром Жељава под планином Пљешевицом, вредан око шест милијарди долара.
- 1997 — Председник Заира Мобуту Сесе Секо напустио Киншасу, ка којој су незадрживо надирали побуњеници, чиме је окончана његова аутократска владавина дуга 32 године.
- 2001 — САД означиле Праву ИРА, део Ирске републиканске армије, као страну терористичку организацију.

## Рођења
- 1718—  Марија Гаетана Ањези, италијанска математичарка, лингвисткиња и филозофкиња. (прем. 1799)[1]
- 1763—  Луј Никола Воклен, француски хемичар. (прем. 1829)[2]
- 1821 — Пафнутиј Чебишов, руски  математичар. (прем. 1894)[3]
- 1898 — Тамара де Лемпицка, пољска сликарка. (прем. 1980)
- 1898 — Десанка Максимовић, српска песникиња, списатељица и преводилац. (прем. 1993)[4]
- 1905 — Хенри Фонда, амерички глумац. (прем. 1982)[5]
- 1909 — Маргарет Салаван, америчка глумица. (прем. 1960)[6]
- 1915 — Марио Моничели, италијански редитељ и сценариста. (прем. 2010)[7]
- 1925 — Нилтон Сантос, бразилски фудбалер. (прем. 2013)[8]
- 1931 — Вујадин Бошков, српски фудбалер и фудбалски тренер. (прем. 2014)[9]
- 1932 — Душан Почек, српски глумац. (прем. 2014)[10]
- 1938 — Феликс Леонидович Черноуско, руски физичар и академик, инострани члан састава Српске академије наука и уметности.[11]
- 1944 — Дани Трехо, амерички глумац.[12]
- 1948 — Владе Ђуровић, српски кошаркаш и кошаркашки тренер.
- 1948 — Јеспер Кристенсен, дански глумац.[13]
- 1950 — Георг Беднорц, немачки физичар, добитник Нобелове награде за физику (1987).[14]
- 1953 — Пирс Броснан, ирски глумац и продуцент.[15]
- 1955 — Дебра Вингер, америчка глумица.[16]
- 1962 — Бобан Здравковић, српски певач.[17]
- 1965 — Крист Новоселић, амерички музичар, најпознатији као суоснивач и басиста групе Nirvana.[18]
- 1965 — Винсент Риган, велшки глумац.[19]
- 1966 — Џенет Џексон, америчка музичарка, глумица и плесачица.[20]
- 1969 — Јаник Бисон, канадски глумац, редитељ и продуцент.[21]
- 1969 — Дејвид Боријаназ, амерички глумац, продуцент и редитељ.[22]
- 1970 — Габријела Сабатини, аргентинска тенисерка.[23]
- 1972 — Хари Пејтон, амерички глумац.[24]
- 1973 — Тори Спелинг, америчка глумица и списатељица.[25]
- 1974 — Лаура Паузини, италијанска музичарка.[26]
- 1975 — Тони Како, фински музичар.[27]
- 1976 — Урош Умек, словеначки ди-џеј и продуцент електронске музике.
- 1977 — Миливоје Витакић, српски фудбалер.[28]
- 1977 — Мелани Лински, новозеландска глумица.[29]
- 1978 — Лионел Скалони, аргентински фудбалер и фудбалски тренер.[30]
- 1981 — Рикардо Кошта, португалски фудбалер.[31]
- 1981 — Џозеф Морган, енглески глумац, редитељ, сценариста и продуцент.[32]
- 1982 — Лукаш Кубот, пољски тенисер.[33]
- 1983 — Ненси Ажрам, либанска певачица.[34]
- 1984 — Ненад Хераковић, српски глумац.
- 1986 — Меган Фокс, америчка глумица.[35]
- 1988 — Мартинас Гецевичијус, литвански кошаркаш.[36]
- 1989 — Бехати Принслу, намибијска манекенка и модел.[37]
- 1990 — Огњен Кузмић, српски кошаркаш.[38]
- 1991 — Григор Димитров, бугарски тенисер.[39]
- 1993 — IU, јужнокорејска певачица и глумица.

## Смрти
- 1703 — Шарл Перо, француски писац. (рођ. 1628).[40]
- 1830 — Жозеф Фурије, француски математичар и физичар. (рођ. 1768)[41]
- 1943 — Дринка Павловић, учесница Народноослободилачке борбе и народни херој Југославије. (рођ. 1918)
- 1947 — Фредерик Гауленд Хопкинс, енглески биохемичар, нобеловац. (рођ. 1861)[42]
- 1984 — Ирвин Шо, амерички писац. (рођ. 1913)[43]
- 1990 — Семи Дејвис Јуниор, амерички забављач. (рођ. 1925)[44]
- 1997 — Ђузепе де Сантис, италијански филмски режисер. (рођ. 1917)[45]
- 2013 — Хајнрих Рорер, швајцарски физичар, добитник Нобелове награде за физику. (рођ. 1933)[46]
- 2018 — Богољуб Станковић, српски математичар и академик. (рођ. 1924)[47]

## Празници и дани сећања
- Српска православна црква слави:
  - Свете мученике Тимотија и Мавру
  - Преподобног Теодосија Кијево-Печерског